# Mahamat Nour Ahmat Ibedou
Mahamat Nour Ahmat Ibedou né en décembre 1956 à Mongo, est un défenseur des droits humains tchadien et secrétaire général de la Convention Tchadienne pour la Défense des Droits de l'Homme (CTDDH). Il est connu pour son engagement contre les abus de pouvoir et son opposition aux régimes successifs du Tchad, notamment ceux d'Hissène Habré et d'Idriss Déby Itno.

## Biographie

### Jeunesse et éducation
Mahamat Nour Ibedou naît en 1956 à Mongo, dans la province du Guéra. Il obtient son baccalauréat en 1978 à Abéché, dans l'est du Tchad. Après ses études secondaires, il commence à enseigner l'éducation civique à Abéché et Mongo.
En raison de ses écrits critiques contre le régime d’Hissène Habré, notamment dans le magazine Jeune Afrique, il est recherché par la police politique tchadienne, la DDS. Ibedou fuit alors le pays et trouve refuge au Bénin, où il poursuit ses études et obtient une maîtrise en droit des affaires en 1989.

### Engagement politique et militantisme
Préoccupé par les pratiques dictatoriales d'Hissène Habré, Mahamat Ibedou rejoint dans les années 1990 le mouvement politico-militaire Mosanat, qui s’allie ensuite au Mouvement Patriotique du Salut (MPS) d'Idriss Déby, contribuant ainsi au renversement de Habré. Nommé chef de mission par le président Déby, il démissionne en 1992, déçu par l'absence de réformes. En 2011, Ibedou se consacre pleinement à la défense des droits humains en fondant la Convention Tchadienne pour la Défense des Droits de l'Homme (CTDDH), devenant ainsi une figure marquante de la société civile tchadienne. Son activisme lui vaut plusieurs arrestations et diverses formes de harcèlement. Le 26 avril 2022, il est élu Président de la Commission Nationale des droits de l'Homme (CNDH). Belngar Larmée Jacques le remplace en mars 2024.